# Entomobrya nicoleti
Entomobrya nicoleti is een springstaartensoort uit de familie van de Entomobryidae. De wetenschappelijke naam van de soort is voor het eerst geldig gepubliceerd in 1868 door Lubbock.